# صرافی ارز دیجیتال
صرافی رمزارز (انگلیسی: Cryptocurrency Exchange) یا صرافی ارز دیجیتال (به انگلیسی Digital Currency Exchange (DCE)) کسب‌وکاری است که به مشتریان امکان می‌دهد که رمزارز یا ارزهای دیجیتال را با دارایی‌های دیگر همچون پول‌های بی‌پشتوانه متعارف یا دیگر ارزهای دیجیتال معاوضه کنند. 
صرافی رمزارز می‌تواند یک بازارگردان باشد که به‌طور معمول شکاف قیمت پیشنهادی خرید و فروش را به عنوان کمیسیون تراکنش به ازای خدمت یا هزینه خدمات می‌گیرد.

## مفهوم
صرافی ارز دیجیتال می‌تواند یک تجارت خشت و ملاتی یا فقط یک تجارت برخط باشد. در حالت تجارت خشت و ملات صرافی روش‌های سنتی مبادله را با ارزهای دیجیتالی تعویض می‌کند. در کسب‌وکار برخط پول‌هایی که الکترونیکی ارسال شده‌اند را با ارزهای دیجیتال معاوضه می‌کند. بیشتر صرافی‌های ارزهای دیجیتال در خارج از کشورهای غربی فعالیت می‌کنند تا از مقررات‌گذاری و تعقیب قضایی دوری کنند. گرچه آن‌ها ارزهای حکومتی غربی را نیز تبدیل می‌کنند و حساب‌های بانکی در چندین کشور برای تسهیل جابجایی سپرده با ارزهای ملی مختلف بهره می‌گیرند.

## انواع صرافی ارز دیجیتال
- متمرکز (انگلیسی: Centralized Exchange): صرافی متمرکز شباهت زیادی به بانک دارد! مزیت بزرگ این گونه صرافی‌ها این است که نیازی به حفظ و نگهداری از کدهای ۱۲ یا ۲۴ رقمی کیف پول دیجیتال و دردسرهای آن ندارید! فقط کافیست از طریق یک ایمیل و پسورد وارد صرافی شوید و در کسری از ثانیه هر ارز دیجیتالی را که بخواهید بخرید.[۷] برای نمونه از صرافی‌های ارز دیجیتال متمرکز می‌توان به صرافی بیت یونیکس[۸] اشاره کرد که می‌توانید فقط با نام کاربری و رمز عبور خود وارد شوید و معامله گری را آغاز کنید.
- غیر متمرکز (انگلیسی: Decentralized Exchange): در صرافی غیرمتمرکز ارزهای دیجیتال، افراد می‌توانند بدون نیاز به باز کردن حساب در صرافی، معامله ارز دیجیتال خود را به صورت همتا به همتا (کاربر به کاربر) و بدون واسطه انجام دهند. در واقع، شیوه عملکرد این صرافی به صورت غیرمتمرکز است و هیچ مرجع کنترل‌کننده‌ای وجود ندارد.[۹][۱۰]

بزرگ‌ترین تفاوت صرافی متمرکز و غیرمتمرکز یا همان DEX، نبودن یک شخص سوم در انجام معاملات است. به لطف قرارداد هوشمند در این نوع صرافی‌ها معاملات بدون هیچ دستکاری و واسطه‌ای در کمترین زمان ممکن و به‌صورت همتا به همتا (peer-to-peer) انجام می‌شود.

## کیف پول ارزدیجیتال
کیف پول ارز دیجیتال (Cryptocurrency wallet) که با نام ولت دیجیتال نیز شناخته میشود، پلتفرمی است که شما می توانید رمزارز های خود را درون آن نگهداری کنید.
امن ترین کیف پول ارز دیجیتال، کلیدهای عمومی و خصوصی کاربران را ذخیره کرده و در عین حال یک رابط کاربری آسان برای مدیریت دارایی های دیجیتال را ارائه می کند.
این کیف پول ها همچنین از انتقال ارزهای دیجیتال از طریق بلاک چین پشتیبانی می کنند.برخی از ولت های دیجیتال حتی به کاربران اجازه می دهند تا اقداماتی مانند خرید و فروش یا تعامل با برنامه های غیرمتمرکز (dapps) را با دارایی های دیجیتال خود انجام دهند.
توجه داشته باشید فرآیندی که در تراکنش ارزهای دیجیتال از طریق ولت ها رخ می دهد، ارسال توکن از تلفن همراه شما به تلفن همراه شخص دیگر نیست در واقع هنگام معامله و انتقال دارایی، کلید خصوصی کاربر تراکنش را امضا می کند و آن را به شبکه بلاک چین انتقال می دهد.سپس شبکه شامل تراکنش می شود تا موجودی به روز شده را هم در آدرس فرستنده و هم در آدرس گیرنده انتقال دهد.
کیف پول ارزهای دیجیتال شامل دو نوع نرم افزاری و سخت افزاری است.کیف پول های نرم افزاری که به آنها ولت گرم (Hot Wallet) نیز گفته میشود، شامل انواع آنلاین است.در واقع شما ارزهای دیجیتال خود را در بستر شبکه ای نگهداری می کنید که برای دسترسی به آنها نیاز به اینترنت دارید.
تمام کیف پول های مبتنی بر وب، افزونه های مرورگر و اپلیکیشن های موبایل و دسکتاپ جزو کیف پول های گرم محسوب می شوند که دسترسی شما به فضای رمزارزها را راحت تر می کند.
کیف پول های سخت افزاری یا ولت سرد (Cold Wallet)، به انواعی گفته میشود که دارایی شما در محیطی به دور از اینترنت نگهداری میشود.